# 真杉理久
真杉 理久（ますぎ りく、1997年11月19日 - ）は、埼玉県川口市出身の元フットサル選手。Fリーグのポルセイド浜田に所属していた。ポジションはアラ。

## 来歴
テレビ放送していた第84回全国高校サッカー選手権大会で、乾貴士ら擁する野洲高校の全国優勝を目の当たりにし、進学を決意。3年間プレーした後に関東へ戻り、Fリーグのバルドラール浦安のセレクションを受ける。バルドラール浦安の下部組織にあたるテルセーロに入団して3か月後にセグンドに昇格し、関東リーグでプレーした。
2017年アグレミーナ浜松サテライトに移籍。チームは静岡県2部リーグを全勝優勝し、1部へ昇格した。
2018年9月12日ポルセイド浜田に加入が発表された。2018年9月15日Fリーグディヴィジョン2、第6節のデウソン神戸戦でFリーグデビューを果たした。二戦目となる第9節のボアルース長野戦でFリーグ初ゴールを決めるも、シーズン終了後に浜田を退団し、現役を引退した。

## プレースタイル
セクシーフットボールと呼ばれる技術的スタイルにこだわりをもっており、左右、中央と積極的に顔を出せどのポジションも器用にこなせる選手である。